# Roquille
Die Roquille war ein französisches Flüssigkeitsmaß und gehörte zu den kleinsten seiner Art.
- 1 Roquille = 1 9/20 Pariser Kubikzoll = 0,029 Liter

Die Beziehungen zu anderen Maßgrößen waren 
- 1 Poisson = 4 Roquilles
- 1 Chopine = 8 Roquilles
- 1 Setier = 16 Roquilles
- 1 Pinte = 32 Roquilles
- 1 Pot oder Quart = 64 Roquilles
- 1 Velte/Verge = 256 Roquilles
- 1 Tiercon = 3072 Roquille
- 1 Feuillette = 5608 Roquilles